# Institut géographique national (Francia)
L'Institut national de l'information géographique et forestière (IGN) (in italiano, Istituto nazionale di informazione geografica e forestale) è un ente pubblico dello Stato francese a carattere amministrativo avente il compito di assicurare la produzione, il mantenimento e la diffusione dell'informazione geografica e forestale di riferimento in Francia. L'ente fu creato per decreto il 27 giugno 1940 in sostituzione del Service Géographique de l'Armée (SGA) (Servizio geografico dell'esercito). Prima dell'integrazione dell'inventario forestale nazionale, avvenuta il primo gennaio 2012, il suo nome era Institut géographique national (Istituto geografico nazionale), una denominazione della quale ha conservato ancora oggi l'abbreviazione IGN.

## Assunzioni
Al fine di formare il suo personale tecnico, l'IGN maintiene un istituto d'insegnamento di punta nel campo delle scienze geografiche: l'ENSG, di Marne-la-Vallée.
Sui 14 cicli di formazione dell'ENSG, tre sono composti di allievi destinati all'IGN:
- i tecnici geometri
- i disegnatori cartografi
- gli ingegneri dei lavori

Assunti per concorso prima di integrare l'ENSG, gli allievi di questi cicli vi trascorrono due o tre anni prima di entrare all'Istituto.
L'ENSG è ugualmente associato ai quattro laboratori di ricerca pilotato dall'IGN: il COGIT, specializzato in sistemi informativi geografici e cartografia, il MATIS, specializzato in fotogrammetria, il LOEMI che sviluppa la strumentazione (fra cui quella per la cattura delle immagini), e il LAREG, laboratorio di geodesia collegato all'ENSG, che mantiene ITRF, il referenziale geodetico mondiale.

## Carte
L'IGN pubblica molti tipi di grandi carte topografiche:
- Le carte 1/25 000 (1 cm = 250 m) che hanno rimpiazzato le carte di stato maggiore
- Le carte 1/50 000 (1 cm = 500 m), che l'Istituto tende a trascurare nel quadro della sua politica commerciale
- Le carte 1/100 000 (1 cm = 1 km) che servono come carte stradali regionali
- Le carte 1/250 000 (1 cm = 2,5 km) che servono come atlante stradale nazionale
- La carta stradale di Francia 1/1 000 000 (1 cm = 10 km)
- Mappe di città

L'IGN è anche il distributore francese di mappe di città e di paesi stranieri dell'editore Marco Polo.

## Carte in rilievo
L'IGN francese propone carte in rilievo che coprono tutto il paese a scale varie: da 1/3 400 000 e 1/1 200 000 per l'intero territorio a 1/50 000 (massiccio del Monte Bianco, massiccio della Vanoise).

## Carte antiche
L'IGN dispone di molte carte antiche: carte di Cassini (XVII e XVIII secolo), carte di stato maggiore (XIX secolo), carte di caccia del re (XVII secolo) e molte altre. Tutte sono conservate sul supporto in cuoio originale.
Informazioni:  Le carte antiche dell'IGN. URL consultato il 6 dicembre 2017 (archiviato dall'url originale il 15 ottobre 2005).

## Foto aeree e Photothèque Nationale
Una delle missioni del servizio pubblico dell'IGN è di assicurare la cartografia in scala 1/25000 della Francia. Per questo, gli aerei dell'IGN fotografano il territorio francese; le fotografie aeree permettono la realizzazione della carta grazie alle tecniche di fotogrammetria. L'IGN dispone di quattro aerei sulla base aerea di Creil; attualmente coprono la totalità del territorio in cinque anni. Questa tecnica subisce ad oggi la concorrenza del satellite di teledetezione.
Tra gli aerei degni di nota dell'IGN, si possono citare i 14 Boeing B-17 "Fortezze volanti", utilizzate dal 1946 al 1975, gli 8 Hurel-Dubois HD-34, utilizzati fino al 1985, e due Mystère 20. Il parco-aerei attuale è costituito da 4 Beechcraft Super KingAir 200T, che appartenevano alla base aerea di Creil. Al seguito della chiusura della sua pista di decollo, il 31 agosto 2016, i quattro aerei sono stati ricollocati nell'Aeroporto di Beauvais Tillé..
La Photothèque Nationale conserva i cliché del territorio realizzati dal "Service Géographique de l'Armée" e in seguito dall'IGN, dal 1921.

## Sistema informativo territoriale o SIT
L'IGN fornisce ai suoi clienti pubblici o privati dei dati geografici, che costituiscono tutto o parte di un Sistema informativo territoriale. Questi ultimi, permettono di selezionare, aggiungere, o rappresentare delle informazioni diverse ma cartografabili su un fondo di una carta tradizionale. L'IGN crea e attualizza il referenziale a grande scala (RGE), comprendenti quattro componenti: topografia, ortofotografia, parcellare e indirizzo.